# Conferencia de Ordenación de Mujeres
La Conferencia de Ordenación de Mujeres (en inglés Women's Ordination Conference) es una organización en los Estados Unidos que trabaja para ordenar diaconisas, sacerdotisas y obispas. Fundada en 1975, aboga principalmente por la ordenación de mujeres dentro de la Iglesia católica. La idea de la Conferencia surgió en 1974, cuando Mary B. Lynch preguntó a las personas de su lista de Navidad si era el momento de preguntar públicamente "¿Deben las mujeres católicas ser sacerdotes?" 31 mujeres y un hombre respondieron que sí, por lo que se formó un grupo de trabajo y se planificó una reunión nacional. Esta primera reunión se llevó a cabo en Detroit, el fin de semana de Acción de Gracias de 1975, con la asistencia de casi 2.000 personas.

## Liderazgo y opiniones
Kate McElwee es la Directora Ejecutiva de la Conferencia de Ordenación de Mujeres.
Los líderes del CO con frecuencia citan una conclusión de teólogos católicos de la Comisión Pontificia Bíblica que no encontró una base bíblica para la exclusión de las mujeres del sacerdocio católico, diciendo que el Papa Francisco podría referirse a ese hallazgo para permitir que las mujeres ingresen al sacerdocio.

Él [Francisco] podría haber citado la propia Comisión Bíblica Pontificia del Vaticano, que concluyó en 1976 que no hay ninguna razón bíblica o teológica válida para negar la ordenación a las mujeres.

WOC se basa en una variedad de material bíblico, histórico, teológico y político para promover la ordenación de mujeres. Estas posiciones incluyen la inclusión de Jesús de las mujeres como sus compañeras en el ministerio, la evidencia del liderazgo de las mujeres en la iglesia primitiva, la postura teológica de que las mujeres son capaces de imitar a Cristo en la tierra, la evolución de la iglesia a lo largo de la historia, la autenticidad de las vocaciones de las mujeres y los aspectos sociopolíticos resultados del liderazgo igualitario de las mujeres.

## Historia
Después de su fundación en 1975, WOC ganó notoriedad por primera vez en 1979 durante la primera visita del Papa Juan Pablo II a los Estados Unidos. Los líderes del grupo dirigieron una vigilia la noche anterior a la audiencia del Papa en la Basílica del Santuario Nacional de la Inmaculada Concepción en Washington D. C.. Durante la charla del Papa en el lugar, Mercy Sor Theresa Kane, entonces líder de la Conferencia de Liderazgo de Mujeres Religiosas, le pidió al Papa que permitiera que las mujeres sirvieran en todos los ministerios de la Iglesia Católica.
La organización también ha acogido varias conferencias después de su evento inaugural en 1975 en Detroit, con conferencias en 1978 en Baltimore y 1995 en Washington D. C. También ha acogido conferencias junto con Women's Ordination Worldwide en 2001 en Dublín, Irlanda, y 2005 en Ottawa, Canadá. Esos dos grupos también organizaron una conferencia en septiembre de 2015 en Filadelfia, justo antes de la primera visita del Papa Francisco a los Estados Unidos.
En octubre de 2018, WOC organizó una protesta pacífica frente a la Congregación para la Doctrina de la Fe en Roma para pedir "Votos para las mujeres católicas" durante la Decimoquinta Asamblea General Ordinaria del Sínodo de los Obispos el "Los jóvenes, la fe y el discernimiento vocacional". La campaña "Votos para las mujeres católicas" ganó el apoyo tanto liberal como conservador al argumentar que las superiores religiosas deberían poder votar junto con los superiores religiosos masculinos en el Sínodo.  Los miembros del WOC y otros grupos reformistas católicos se enfrentaron con la policía italiana durante la protesta.

## Controversia
Otra organización dedicada a la ordenación de mujeres en la Iglesia Católica, Mujeres Sacerdotes Católicas Romanas, ha incurrido en una excomunión automática por decreto de la Congregación para la Doctrina de la Fe. Algunos líderes de WOC que han intentado la ordenación femenina con RCWP también pueden decir que se unen a ellos en un estado de latae sententiae excomunión.